# Ni Hao Kai-lan
A Ni Hao, Kai-Lan (eredeti címén 你好, 凯兰, vagy Hello, Kai-Lan) kanadai-amerikai televíziós 2D-s számítógépes animációs sorozat. Amerikában 2007. november 5-étől az amerikai Nickelodeonon kezdtel el vetíteni, és a Nick Jr. kezdte el sugározni. Magyarországon 2010. május 9-étől a magyar Nickelodeon kezdte el adni, aztán a TV2 is műsorra tűzte.
A „ni hao” sziát jelent kínai mandarinul.

## Szereplők

### Kai-Lan
Kai-Lan a főszereplő. 6 éves játékos élelmes kislány, akinek nagy szíve. Beszél angolul és kínai mandarinul, és mindig alig várja, hogy a gyerekek is megismerjék nyelvét, és a kultúráját. Kai-Lan a kis csapat vezetője, de ő egyben figyelmes és gondoskodó is. Például az "Az ajándék" című részben segít barátainak, amikor szükségük van rá. Kedvenc állata a dinoszaurusz. A találó című Kai-Lan Big Surprise-ban, rendez egy nagy meglepetés partit a Ye-Yének, de a dekoráció, az ananász torta, és még a szülinapos ajándéka is áldozatul esik a nagy szélnek.
Angol hangja Jade-Lianna Peters.

### Ye Ye
Ye Ye (mandarin szó, jelentése "apai nagyapa") Kai-Lan nagyapja és törvényes nevelője. Hongkongban született, és szeretettel adja át az érdekes kínai hagyományokat az Kai-Lannak. Tud játszani tubán.
Angol hangja: Clem Cheung

### Visszatérő karakterek
- Howard
- Mr. Fluffy
- Stompy
- Hula kacsa
- A Majom Király
- A Foxek
- A Medvék

## Epizódok
| Évad | Évad | Epizódok | Eredeti sugárzás | Eredeti sugárzás   | Magyar sugárzás   | Magyar sugárzás    |
| Évad | Évad | Epizódok | Évadpremier      | Évadfinálé         | Évadpremier       | Évadfinálé         |
| ---- | ---- | -------- | ---------------- | ------------------ | ----------------- | ------------------ |
|      | 1    | 20       | 2008. február 7. | 2008. november 19. | 2010. május 9.    | 2010. december 23. |
|      | 2    | 20       | 2009. január 29. | 2010. május 30.    | 2011. február 22. | 2011. november 4.  |

### 1. évad
| #   | #   | Eredeti cím                    | Magyar cím               | Eredeti premier      | Magyar premier     |
| --- | --- | ------------------------------ | ------------------------ | -------------------- | ------------------ |
| 1.  | 1.  | Dragon Boat Festival           | A sárkányhajó fesztivál  | 2007. november 5.    | 2010. május 9.     |
| 2.  | 2.  | Everybody's Hat Parade         | Kalap parádé mindenkinek | 2008. február 7.     | 2010. május 15.    |
| 3.  | 3.  | Twirly Whirly Flyers           |                          | 2008. július 22.     | 2010. május 23.    |
| 4.  | 4.  | Safari Pals                    | Szafari barátság         | 2008. július 15.     | 2010. május 22.    |
| 5.  | 5.  | Hoho's Big Flight              | Hohó nagy repülése       | 2008. július 8.      | 2010. május 16.    |
| 6.  | 6.  | The Snowiest Ride              | A nagy szánkózás         | 2008. július 28.     | 2010. május 29.    |
| 7.  | 7.  | Tolee's Rhyme Time             | Tolee rímel              | 2008. augusztus 5.   | 2010. május 30.    |
| 8.  | 8.  | Kai-Lan's Campout              | Kai-lan sátorozik        | 2008. augusztus 12.  | 2010. június 5.    |
| 9.  | 9.  | Wait, Hoho, Wait!              | Várj, hohó, várj!        | 2008. augusztus 19.  | 2010. június 6.    |
| 10. | 10. | The Ant Playground             | A hangya játszótér       | 2008. augusztus 26.  | 2010. június 12.   |
| 11. | 11. | Happy Chinese New Year!        | Boldog kínai új évet!    | 2008. szeptember 2.  | 2010. június 13.   |
| 12. | 12. | Ni Hao, Halloween              | Ni Hao, Halloween        | 2008. szeptember 9.  | 2010. október 31.  |
| 13. | 13. | Beach Day                      | Irány a strand           | 2008. szeptember 16. | 2010. június 27.   |
| 14. | 14. | Roller Rintoo                  | Rintoo görkorizik        | 2008. szeptember 30. | 2010. június 20.   |
| 15. | 15. | Rain or Shine                  | Esik vagy süt            | 2008. október 7.     | 2010. június 26.   |
| 16. | 16. | Kai-Lan's Carnival             | Kai-Lan vidámparkja      | 2008. október 14.    | 2010. július 3.    |
| 17. | 17. | Lulu Day                       | Lulu napja               | 2008. október 21.    | 2010. június 19.   |
| 18. | 18. | Sports Day                     | A sportnap               | 2008. október 28.    | 2010. július 4.    |
| 19. | 19. | Kai-Lan's Trip to China Part 1 |                          | 2008. november 12.   | 2010. december 23. |
| 20. | 20. | Kai-Lan's Trip to China Part 2 |                          | 2008. november 19.   | 2010. december 23. |

### 2. évad
| #   | #   | Eredeti cím                 | Magyar cím               | Eredeti premier   | Magyar premier |
| --- | --- | --------------------------- | ------------------------ | ----------------- | -------------- |
| 21. | 1.  | The Ladybug Festival        | A katica fesztivál       | 2009. február 2.  |                |
| 22. | 2.  | The Dinosaur Balloon        | A dínós léghajó          | 2009. február 9.  |                |
| 23. | 3.  | Playtime at Tolee's         | Játszunk Toleenál        | 2009. február 16. |                |
| 24. | 4.  | The Moon Festival           | A hold fesztivál         | 2009. február 23. |                |
| 25. | 5.  | Kai-Lan's Big Play          | Kai-Lan nagy előadása    | 2009. március 2.  |                |
| 26. | 6.  | Kai-Lan's Big Surprise      | Kai-Lan nagy meglepetése | 2009. március 9.  |                |
| 27. | 7.  | Rintoo's Big Flip           | Rintoo nagy szaltója     | 2009. március 30. |                |
| 28. | 8.  | Stompy Rides Again          | Trombi megint vonatozik  | 2009. március 16. |                |
| 29. | 9.  | Rintoo Makes a Splash       |                          | 2009. április 6.  |                |
| 30. | 10. | The Ants Dance              |                          | 2009. április 13. |                |
| 21. | 31. | Tolee's Turn                |                          | 2010. február 26. |                |
| 32. | 12. | Kai-Lan's Snow Coaster      |                          | 2010. február 19. |                |
| 33. | 13. | Lulu's Cloud                |                          | 2010. március 22. |                |
| 34. | 14. | Kai-Lan's Playhouse         |                          | 2010. március 23. |                |
| 35. | 15. | Pandy's Puddle              |                          | 2010. március 24. |                |
| 36. | 16. | Tolee's Promise             |                          | 2010. március 25. |                |
| 37. | 17. | The Place Where We All Live |                          | 2010. április 22. |                |
| 38. | 18. | The Hula Duck Dance Party   |                          | 2010. május 28.   |                |
| 39. | 19. | Princess Kai-lan Part 1     |                          | 2010. október 8.  |                |
| 40. | 20. | Princess Kai-lan Part 2     |                          | 2010. október 8.  |                |